# Каранни

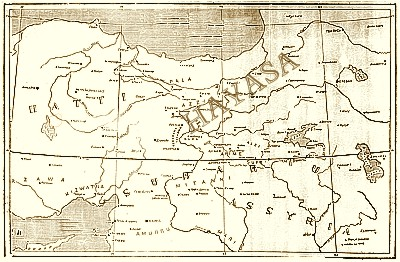
Местоположение Хайаса-Ацци

Каранни — царь Хайасы ок. 1400—1375 год до н. э., вел упорные войны с Хеттским царством.

## Правление
Ок. 1397 года до н. э. хетты одержали победу над Карани в битве у Катхалаиа (в Каппадокии). Развивая успех, хетты опять напали на Цопк, но были отбиты. В том же году произошла битва у крепости Ани (Камах), в итоге которого хеттские войска вынуждены были отступить. Война продолжалась до 1380 года до н. э. Армия Каранни несколько раз нападала на территорию Хеттского царства и опустошила её. В 1380 году до н. э. Каранни даже удалось захватить столицу Хаттуса и сжечь её. Месть за долгие годы войны была полной, хотя и сама война не закончилась. Около 1375 года до н. э. хетты попытались высадиться на чернозёмном берегу Хайасы, но в последовавшей затем битве потерпели серьёзный урон и были отброшены.